# 黄头凤仙花
黄头凤仙花（学名：Impatiens xanthocephala）为凤仙花科凤仙花属的植物，为中国的特有植物。分布在中国大陆的四川等地，生长于海拔3,100米的地区，常生于石灰岩或林缘草地，目前尚未由人工引种栽培。